# Cwmbran
Cwmbran es una localidad situada en el condado de Torfaen, en Gales (Reino Unido), con una población estimada a mediados de 2016 de 16 714 habitantes.
Se encuentra ubicada al sur de Gales, a poca distancia de la costa del canal de Bristol y de Cardiff.